# Crosby

Crosby é um vilarejo do condado de Merseyside, no noroeste da Inglaterra.
Cherie Blair, esposa do primeiro-ministro Tony Blair nasceu em Crosby.